# Laurent Minguet
Laurent Minguet, né à Liège le 20 juillet 1959, est un ingénieur et homme d'affaires belge, membre de l'Académie royale de Belgique.
Il est fondateur de EVS en 1985 et obtient le titre de manager de l'année en 2004.

## Biographie
Il est le fils du philosophe, sémioticien et esthéticien Philippe Minguet, professeur à l'université de Liège, membre fondateur du Groupe µ et de Lucie Gielen, licenciée en philologie romane de l'université de Liège, enseignante[réf. nécessaire].
Après des études de latin-mathématiques à l'athénée royal Charles Rogier, Laurent Minguet obtient un diplôme d'ingénieur civil physicien à l'université de Liège en 1982[réf. nécessaire]. Il commence sa carrière à la coopération belge APEFE au lycée Lemsallah de Casablanca (Maroc) comme professeur de mathématiques jusqu'en juin 1984[réf. nécessaire]. Ensuite, il est engagé au département « gisement » de Petrofina en 1984, qui l'amène à suivre une formation à l'Institut français du pétrole (IFP). Il quitte Petrofina en 1985 pour rejoindre EVS (Études Video Simulation), petite entreprise liégeoise développant des outils numériques pour le traitement d'images[réf. nécessaire].
Il épouse Martine Geilenkirchen en 1989. Ils ont deux enfants, Florent (né en 1988), trois fois médaillé aux championnats mondiaux de jiu-jitsu brésilien, et Eugénie (née en 1992)[réf. nécessaire].

## Entrepreneuriat

### EVS
Il fonde EVS System en 1987 avec Pierre L'Hoest. Après des débuts difficiles, l'entreprise va connaître un essor mondial en 1996 en fournissant le premier système de ralenti numérique basé sur disque dur (au lieu de RAM) pour les retransmissions des Jeux Olympiques d'Atlanta[réf. nécessaire]. La société entre en bourse en 1998.
Il reçoit en 2004, avec Pierre L'Hoest, le titre de Manager de l'année décerné par la rédaction et les lecteurs de l'hebdomadaire Trends-Tendances,.
En 2004, Laurent Minguet développe au sein du groupe EVS la filiale XDC dont l'objectif est de numériser les salles de cinéma en Europe et de fournir des copies et des services aux distributeurs de films numériques[réf. nécessaire].
Il quitte ses fonctions d'administrateur délégué d'EVS en 2005 et ne renouvellera pas son mandat d’administrateur d’EVS en 2010. Il quitte également XDC en 2007[réf. nécessaire].

### Investisseur, créateur d'entreprises, académicien, éditeur
Il est également à l'origine de la création de Tweed, un réseau d'entreprises rassemblant des acteurs actifs dans la branche d'activité énergie durable (biomasse, chaleur verte, efficacité énergétique, éolien, hydrogène, photovoltaïque, réseaux de chaleur, smaragdites, stockage...). Il en est l'un des administrateurs[réf. nécessaire].
De 2003 à 2006, Laurent Minguet a été membre du comité de direction d’Agoria Wallonie[réf. nécessaire], la fédération des entreprises technologiques où il a animé la cellule « Développement durable »[réf. nécessaire].
Entre 2006 et 2011, Laurent Minguet est le président du Cercle de Wallonie.
Laurent Minguet est nommé au sein de la « Classe Technologie et Société » en 2009, lorsque celle-ci est créée par l’Académie royale de Belgique. Étant donné qu'il s'agissait d'une nouvelle « classe », la procédure habituelle de cooptation de membres n'a pas pu être mise en œuvre, selon Didier Viviers, secrétaire perpétuel de l’Académie, l'entrepreneur « n’est pas passé par les modalités de recrutement qu’ont empruntées la plupart des personnalités en poste ».
En 2013, Laurent Minguet lance le projet Flywin qui vise à développement de dirigeables à l'hydrogène et téléguidés destinés au transport de fret.
Laurent Minguet poursuit au Sénégal des activités d'hôtellerie de luxe, avec la résidence Amigo Bay, mais aussi de soutien au développement : il finance dans la communauté rurale de Diembéring (Basse-Casamance) des plantations de bois-énergie, des équipements photovoltaïques, des pompages et réseaux d'adduction d'eau, un parc maraîcher (à Boucotte), un service de récolte et de tri des déchets (CTD). Il reçoit ainsi l'exequatur comme consul honoraire du Sénégal en 2014. Il est démis de ses fonctions de consul honoraire par le gouvernement du Sénégal le 16 décembre 2022 en raison de « la gravité des propos » de Laurent Minguet « tendant à établir une hiérarchie des moyennes de QI entre les noirs, les blancs et les asiatiques ».
Laurent Minguet fonde en 2016 la maison d'édition Now Future. La maison d'édition a pour but d’analyser les questions d’actualité et les faits de société, de proposer une réflexion critique à long terme, de proposer des solutions d’avenir et de soumettre au public des choix de société à faire au présent. Il rachète en 2017 les Éditions du Perron, une maison spécialisée depuis 1982 dans les beaux livres sur les thèmes de l'histoire et du patrimoine, en particulier liégeois.

### Engagement écologique
Laurent Minguet est devenu membre d'Ecolo en 1990, il en a été trésorier de la régionale de Liège, et secrétaire politique de la locale de Sprimont, commune où il était candidat aux élections communales de 2000. Il a par la suite encore été candidat sur la liste de ce parti au Sénat aux élections législatives fédérales belges de 2003.
Depuis son départ d'EVS et de XDC, Laurent Minguet multiplie les créations d'entreprises (une quarantaine) actives dans le développement durable, au départ de la holding faîtière IMG, créée en 2000[réf. nécessaire].
En 2008, Laurent Minguet publie « 9 milliards. Le futur maintenant ». Dans cet ouvrage préfacé par le climatologue Jean-Pascal van Ypersele, il met en garde contre le fait que la planète pourrait ne pas pouvoir assumer les moyens de subsistances de 9 milliards d'êtres-humains si aucune mesure n'est prise.

## Controverses

### Activités immobilières
Depuis 2020, un conflit l'oppose à la ville de Liège concernant un projet immobilier rue Paradis à Liège. Fin octobre 2022, la Région wallonne lui donne gain de cause et l'autorise à démolir « 16 taudis » et « 3 garages » qui « enlaidissent le bout de l’esplanade des Guillemins ».
Le 15 novembre 2022, la Compagnie intercommunale liégeoise des eaux (CILE) perd un procès contre Laurent Minguet. Cette dernière voulait lui interdire de potabiliser l'eau de pluie pour la redistribuer au sein de ses promotions immobilières.
Le 7 mars 2023, Laurent Minguet a été condamné par le Tribunal de l'entreprise de Liège dans un dossier concernant la holding de contrôle du groupe Horizon (Holding Minguet-Lejeune, HML) à un « paiement immédiat et exécutoire du solde d’un montant approchant les 6 millions d’euros », ainsi qu'aux « dépens de toute la procédure à sa charge, dont la totalité des frais d’expertise (ce qui représente des centaines de milliers d’euros) ».

### Nucléaire
Il déclare en 2020 dans une interview à L'Écho : « Moi je suis comme Greta Thunberg, je déteste le nucléaire, mais tout fermer pour 2025 c’est ridicule, pour les écolos c’est vraiment un trophée à la con. Ce qu’on devrait faire, c’est fermer toutes les centrales problématiques et garder Tihange 3 et Doel 4 pendant 15 ans, le temps que les énergies renouvelables soient encore plus compétitives. En fermant prématurément Tihange 3 et Doel 4, on s’handicape, alors qu’en même temps, on poursuit l’objectif d’une diminution de 55 % de CO2 pour 2030. Franchement, je n’appelle pas ça une gestion efficace ! . »

### Islam et laïcité
Il déclare qu'il offrirait volontiers « un verre à Allah, pour voir déjà s’il existe et s’il vient pour lui demander des nouvelles de sa religion et du port du voile ». Selon lui, « on essaie d’intimider et de dénigrer (...) tous ceux qui s’inquiètent de la généralisation du voile, en les traitant d’extrémistes de droite. Ça veut dire quoi ? Nazi, facho ? Je trouve ça très grave. (...) On dépense des millions pour soutenir des associations de tous bords, en ce compris des trucs islamo-gauchistes. Le pire c’est que beaucoup de politiques de gauche ne réagissent pas pour des raisons purement électoralistes, l’immigration c’est leur fonds de commerce. »  
Le 31 janvier 2022, il participe à la création de la SRL Café Laïque avec l'activiste Fadila Maaroufi et la chercheuse Florence Bergeaud-Blackler et dont les trois sont les administrateurs .
Le 8 février 2023 Laurent Minguet publie un tweet sous forme de comptine appelant à lapider Fatima Zibouh, co-chargée de mission pour Brussels2030 par le gouvernement bruxellois. Ce tweet est condamné par l'Académie royale de Belgique.

### Race et QI
Le 11 novembre 2022, un tweet de Laurent Minguet datant du 5 septembre 2019 provoque une polémique d'abord sur Twitter puis dans les médias et le monde académique belge. Il a affirmé que : « Mais en moyenne le QI des noirs est inférieur au QI des blancs inférieurs à celui des est asiatiques. En moyenne! Et les causes sont génétiques ET environnementales ».
Le médecin microbiologiste et ancien porte-parole interfédéral Covid Emmanuel André fait part de sa stupéfaction : « Un membre de l'Académie royale de Belgique fait la promotion de théories racistes sans fondements. Je m'insurge et demande qu'il soit destitué. C'est inacceptable ». La présidente de l'académie réagit en indiquant que son secrétaire perpétuel, Didier Viviers, sera saisi des déclarations incriminées.
Le 15 décembre 2022, l'Académie indique via un communiqué officiel qu'elle considère que le tweet incriminé semble « contrevenir à l'article 21 de la loi du 30 juillet 1981 qui interdit la diffusion d'idées fondées sur la supériorité ou la haine raciale ». Estimant en outre que ces tweets « lui causent un préjudice moral évident », l'Académie annonce qu'elle se joint en tant que « personne lésée » à la plainte déposée contre Laurent Minguet par UNIA, le centre interfédéral pour l'égalité des chances, pour incitation à la haine raciale. Le lendemain, le gouvernement sénégalais annonce démettre Laurent Minguet de ses fonctions de consul honoraire du Sénégal à Liège en raison de « la gravité des propos » tenus.
Dans un droit de réponse publié dans La Libre et Le Soir, Laurent Minguet répond que « le constat, constant depuis des décennies, que le QI moyen varie selon les groupes ethniques n’a rien de raciste. Le racisme dépend de l’intention de discrimination ou de haine, absente du tweet controversé. Le constat des différences de QI est largement abordé aux USA. Si les causes environnementales (accès aux soins de santé, bonne alimentation, qualité du sommeil, etc.) font l’unanimité, il y a controverse entre les psychologues et les généticiens sur les causes génétiques ».